# Worston records
Worston Records är ett "independent" (oberoende) skivbolag från Stockholm. Sedan starten 1995 har bolaget gett ut skivor med band som Everslick, Deadmeat, Steward, Anti-Hero, Slowlife och Northern Lakes. Bolaget satsar främst på indierock, punk, hardcore och metal. 